# Brouqueyran
Brouqueyran è un comune francese di 202 abitanti situato nel dipartimento della Gironda nella regione della Nuova Aquitania.

## Storia

### Simboli
Lo stemma è stato adottato il 12 luglio 2023.
Le chiavi sono l'attributo di san Pietro, patrono della chiesa locale; il leone è simbolo della Guascogna ed era presente anche sui blasoni di antiche famiglie del castello del Mirail; la pianta di erica (in lingua occitana bruc, bruquère) avrebbe dato origine al nome del paese.

## Società

### Evoluzione demografica
Abitanti censiti